# John Stefanowicz
John Walter Stefanowicz (ur. 20 września 1991) – amerykański zapaśnik walczący w stylu klasycznym. Olimpijczyk z Tokio 2020, gdzie zajął dwunaste miejsce w kategorii 87 kg. Zajął 23. miejsce na mistrzostwach świata w 2019 roku. 
Mistrz panamerykański z 2020 i 2021. Brązowy medalista mistrzostw świata wojskowych w 2023 roku.
Zawodnik Kennard-Dale High School z Fawn Grove w hrabstwie York, a potem United States Marine Corps.
Jego przyrodni brat Chandler Marsteller, także jest zapaśnikiem.